# إيمري كيرتيس
ايمري كيرتيس (بالمجرية: Kertész Imre)  (9 نوفمبر 1929 - 31 مارس 2016) هو روائي ومترجم وصحفي  مجري. وُلد وتوفي في بودابست. يُعد أول كاتب مجري يحصل على جائزة نوبل في الأدب، وذلك سنة 2002، "لأعماله التي تُمجّد تجربة الفرد الهشة في وجه الاستبداد الوحشي"، وفق ما جاء في بيان الأكاديمية السويدية. تركّزت كتاباته على موضوعات الديكتاتورية والحرية الشخصية والهوية والهولوكوست، انطلاقًا من كونه أحد الناجين من معسكرات الاعتقال النازية، لا سيما معسكري أوشفيتز وبوتشِنفالد.

## عن حياته
اعتُقل كيرتيس في سن الرابعة عشرة، ورُحّل إلى معسكر أوشفيتز، ثم إلى معسكر بوتشِنفالد، حيث بقي حتى نهاية الحرب العالمية الثانية. بعد تحرير المعسكر في عام 1945، عاد إلى بودابست، وأنهى دراسته الثانوية، ثم بدأ العمل في الصحافة والترجمة. عمل لفترة قصيرة في وزارة الصناعات الثقيلة، قبل أن يتحول إلى العمل الصحفي الحر، كما ترجم أعمالًا فلسفية وأدبية بارزة إلى اللغة المجرية، من بينها نصوص لفريدريك نيتشه، سيغموند فرويد، لودفيغ فيتغنشتاين، وإلياس كانيتي.
اعتبر كيرتيس أن تجربة الاعتقال كانت حاسمة في تشكّل رؤيته الأدبية، إذ كتب لاحقًا أن "ما عاينته حطّم تصوري عن الحضارة الأوروبية". كان يرى في الكتابة وسيلة للبقاء الذاتي ومقاومة الاندماج في الأنظمة الشمولية، إذ قال: "قرّرت أن أصبح كاتبًا عام 1954، في ظل نظام راكوشي الشيوعي. كنتُ أكتب الأوبيريتات في النهار، وأخفي روايتي الحقيقية في الليل". أمضى ثلاثة عشر عامًا في كتابة أولى رواياته، وهي رواية "بلا مصير" (1975)، التي تُعد من أبرز أعماله وأكثرها شهرة.

### أبرز الأعمال
- بلا مصير (Sorstalanság): رواية تتناول تجربة الاعتقال في معسكرات النازية من خلال منظور مراهق. رفض كيرتيس أن يُصنف العمل ضمن أدب السيرة الذاتية، معتبرًا أن الرواية تدخل في نطاق الخيال القائم على التجربة الحقيقية.
- قادش من أجل الطفل الذي لم يولد بعد: عمل فلسفي وجودي يتناول سؤال الإنجاب بعد الهولوكوست، من خلال شخصية "بي" الذي يرفض الإنجاب بعد ما شهده في المعسكرات.
- التصفية: رواية تتناول الانهيار النفسي بعد الانهيار السياسي، من خلال شخصية تعاني من أزمة هوية بعد سقوط الشيوعية.
- إضافة إلى ذلك، ألّف كيرتيس كتبًا أخرى، وكتب مقالات، كما ترجم العديد من النصوص الفلسفية، وكان مهتمًا بتحليل التأثيرات النفسية للهولوكوست، لا سيما عبر تواصله مع الباحثة النفسية تريز فيراج، التي ساعدته على فهم العلاقة بين الصدمة وتفكك الهوية لدى الناجين وأحفادهم.

### أفكاره حول الأدب والهوية
كان كيرتيس يرفض الفصل بين الفرد والكتابة، ويعتقد أن الأدب الحقيقي هو ما يعبّر عن الذات في مواجهة الأنظمة الكليانية. رفض السرديات الجماعية والدوغمائية، وكان مهتمًا بتفكيك العلاقة بين الإنسان ووظيفته الاجتماعية، مؤمنًا بأن "على الفرد أن يكون صادقًا مع نفسه في وجه النفاق الجماعي".
أما هويته اليهودية، فقد عبّر عنها بشكل معقّد، إذ قال إنه لم يكن على علم بيهوديته قبل ترحيله، ولم يشعر بالانتماء إلى إسرائيل أو إلى الدين اليهودي، لكنه لم يُنكر جذوره وتعامل معها بوصفها موضوعًا للكتابة.

### الجوائز والتكريم
- جائزة نوبل في الأدب (2002)
- جوائز مجرية وأوروبية أخرى، واهتمام عالمي بأعماله خاصة بعد سقوط الشيوعية.

## من أعماله
- لا مصير – بودابست 1973
- مقتفي الأثر: قصتان قصيرتان. بودابست 1977
- الفشل – بودابست 1988
- قديش (قداس) للطفل الذي لم يولد بعد – بودابست 1990
- الراية الإنجليزية – بودابست 1991
- يوميات العبودية – بودابست 1992
- الهولوكاوست كثقافة – ثلاث محاضرات – بودابست 1993
- المحضر (إمره كرتيس وبيتر أسترهازي) – بودابست 1993
- شخص آخر: توثيق التحول – بودابست 1997
- لحظة صمت، قبل أن تعيد سرية الإعدام ملئ البنادق- بودابست 1998
- اللغة المنفية – بودابست 2001
- التصفية - بودابست 2003
- ملف ك - بودابست 2006

## أعمال كرتيس المترجمة إلى اللغة العربية
- لا مصير. ترجمة ثائر صالح. دار المدى، دمشق 2005
- الراية الإنجليزية- المحضر. ترجمة ثائر صالح. دار المدى، دمشق 2005

## وفاته
توفي يوم الخميس 31 مارس 2016 فجرا في منزله في العاصمة المجرية بودابست بعد صراع طويل مع المرض عن عمر يناهز 86 عاماً.

## روابط خارجية
- إيمري كيرتيس على موقع IMDb (الإنجليزية)
- إيمري كيرتيس على موقع الموسوعة البريطانية (الإنجليزية)
- إيمري كيرتيس على موقع مونزينجر (الألمانية)
- إيمري كيرتيس على موقع ميوزك برينز (الإنجليزية)
- إيمري كيرتيس على موقع أول موفي (الإنجليزية)
- إيمري كيرتيس على موقع إن إن دي بي (الإنجليزية)
- إيمري كيرتيس على موقع ديسكوغز (الإنجليزية)
- إيمري كيرتيس على موقع قاعدة بيانات الفيلم (الإنجليزية)